# 白賊七
白賊七是一個在臺灣家喻戶曉的民間故事，「白賊」在閩南話中是說謊的意思，而「白賊七」一詞則成爲說謊者的代稱。白賊七的故事為一系列騙局故事所組成，而每一個單元為獨立的騙局故事，在故事中白賊七以說謊騙人而出名，但最後通常以白賊七不得善終以作勸人為善的結尾，有時會與邱罔舍一同出現。

## 系列故事
白賊七的各個故事散見於各種故事集、民俗叢書、以及學者的研究之中，而這些故事在清末時在臺灣已廣泛流傳，自1910年之後的出版品統計，至少有三十則以上的故事及二十種以上的故事內容。這些故事主要分為幾大類：
| - 作壽 - 撿魚 - 溺水 - 失火 - 戴孝 - 寶衣 | - 押解 - 醫駝背 - 逢貴人 - 入水 - 剝皮 - 騙牛 | - 萬里獸 - 借物過年 - 寶鍋 - 寶棍 - 取馬 |

大部分的故事主要都包含三個部分：引言、故事本體、結局等。其中引言部分為介紹故事主角叫七仔或阿七，由於主角性喜說謊，故街坊鄰居在他的名字前冠予「白賊」的綽號，並稱他為白賊七。而在故事本體部分則開始敘述白賊七欺騙及捉弄他人的情事，而結局則是在描述主角白賊七的下場。故事結局根據故事不同有所差異，主要也分成幾類，像是被火燒死、流沙埋死、或是淹死等等，雖然有些版本白賊七最後有善終的結局，但大多數故事版本的結局多以死亡做終。這樣的結局主要是用以說明惡人沒有好下場，以收教化人心的效果。

## 戲劇

### 歌仔戲
白賊七是臺灣民間的說唱歌謠中常見的曲目，也是傳統戲臺演出中常見的戲碼。
1998年之後，河洛歌子戲團將改編自《臺灣傳奇—白賊七詭計多端》中的三則故事來演出戲臺上的歌仔戲曲目，戲劇內容主要是描述白賊七利用人性貪婪的弱點來戲弄土豪財主與膨風龜，不過故事最後仍難逃法律制裁。全劇內容改編成專為兒童設計演出之兒童歌仔戲。

### 電影
白賊七的故事也曾數次登上大銀幕。1962年時由李行導演的臺語片《白賊七》及《白賊七續集》，演員有矮仔財、戽斗、楊月帆、吳靜芳及李冠章等人。1982年時，由李烈、李麗麗、凌峰、石峰、午馬演出的《邱罔舍與白賊七》再度將白賊七的故事搬上大銀幕。

### 電視劇
白賊七的故事也曾多次被改編為電視劇。
- 1993年，臺灣的華視曾播出由章永華與龍劭華主演的臺語連續劇《邱罔舍與阿七仔》。
- 1999年4月27日，臺灣的民視也曾製播125集的臺語連續劇《白賊七》，由周明增飾演白賊七。
- 2010年10月31日，八大電視台臺語連續劇《第一劇場》播出《白賊七騙鬼》。
- 2011年5月9日，三立臺灣臺臺語連續劇《戲說臺灣》播出《白賊七觕丘罔舍》，由廖峻、馬維欣、丁力祺、游詩璟、胡曉芳主演。

## 被比喻為白賊七的現實人物
前中华民国副总统吳敦義在擔任高雄市市長時，被民進黨籍高雄市議員黃昭星、郭玟成、蕭裕正質疑政見跳票，三人因此罵吳敦義是「白賊義」，成為吴敦义在政坛的绰号之一。此綽號即從「白賊七」衍生而來。另有說法是吳敦義1994年連任高雄市長後，曾承諾副市長會由前市長、高雄政壇大老王玉雲的兒子王志雄出任，但最後是由其他人擔任此職，王玉雲因而痛批吳敦義是「白賊義」。